# نيكولو فاجيولي
نيكولو فاجيولي (مواليد 12 فبراير 2001) هو لاعب كرة قدم إيطالي يلعب في مركز الوسط في نادي يوفنتوس.

## روابط خارجية
- نيكولو فاجيولي على موقع الاتحاد الأوربي (الإنجليزية)
- نيكولو فاجيولي على موقع قاعدة بيانات كرة القدم.إي يو (الإنجليزية)
- نيكولو فاجيولي على موقع ناشيونال فوتبول تيمز (الإنجليزية)
- نيكولو فاجيولي على موقع Soccerway.com (الإنجليزية)
- نيكولو فاجيولي على موقع عالم كرة القدم.نت (الإنجليزية)